# Mütiilation
Mütiilation est un groupe (one man band) de black metal français affilié aux Légions Noires, originaire de Grabels, dans l'Hérault. Le style musical du groupe est extrêmement sombre et torturé, prenant aussi des atmosphères étranges. Mütiilation est un des principaux représentants du black metal underground français. En dehors de Mütiilation, Meyhna’ch a également sorti des albums solo sous ce nom, et a joué dans divers groupes de metal dont Gestapo 666, Hell Militia, Sektemtum et Suicide Circle.

## Biographie

### Premiers enregistrements
Mütiilation est formé en 1991 à Montpellier par Meyhna'ch, et rapidement mis sous l'égide des Légions Noires,. Après maintes démos-tapes, c'est la sortie, en 1994, du EP Hail Satanas We Are the Black Legions, suivi en 1995 du premier album Vampires of Black Imperial Blood sur le label Drakkar Productions (qui reste le seul album longue durée des Légions Noires). Ce premier album est édité à 1000 exemplaires.
Le deuxième album du groupe, Remains of a Ruined, Dead, Cursed Soul, est publié en 1999 ; c'est en fait un enregistrement studio inédit réalisé en 1993, avant le premier album. Il est bien accueilli par la presse spécialisée,,.

### 2001: première résurrection
Après une période de silence, le groupe, constitué désormais de Meyhna'ch comme unique membre, réapparait en 2000 avec l'EP New False Prophet (un vinyle 7-pouces), puis en 2001 avec l'album comeback Black Millenium (Grimly Reborn). Musicalement, Meyhna'ch conçoit désormais Mütiilation "sous un angle plus hybride, avec boîte à rythmes". Il se distancie des "thèmes de sorcellerie médiévale" et des clichés traditionnels du black metal, pour prendre "la direction de la crasse, du vice et des abus". La pochette de l'album, qualifiée d'iconique, montre Meyhna'ch dans une chaise roulante. Dans la notice du CD, Meyhna'ch s'oppose à la dérive "commerciale" du genre black metal après 1996. Cet album est suivi par l'EP Destroy Your Life For Satan, une édition limitée au format cassette comportant cinq pistes, dont une reprise du Possessed de Venom.
Également en 2001, Mütiilation donne deux concerts: le premier lors du "Drakkar Hellfest" à Marseille (accompagné de musiciens du groupe Celestia), le second lors du festival "Under The Black Sun" à Germendorf, en Allemagne, le 7 juillet 2001. Cinq morceaux enregistrés lors de ce concert figurent sur la compilation 1992 - 2002 Ten Years of Depressive Destruction, publiée en 2002 par End All Life Productions.
Suivent les albums Majestas Leprosus en 2003 (décrit comme "le plus sombre et agressif de la discographie de Mutiilation") et Rattenkönig en 2005 (un album "assez introverti, basé sur les tourments de l’âme humaine et la folie"). L'ensemble des œuvres du groupe étant sorties en tirage limité (mille pour les deux premiers albums), les séries originales atteignent parfois des prix vertigineux et les bootlegs fleurissent un peu partout.
En 2007 sort l'album Sorrow Galaxies. Composé de quatre longs morceaux, et bénéficiant d'une batterie réelle (contrairement aux albums précédents qui faisaient usage de boîtes à rythme), l'album est décrit comme un "voyage dans une dimension plus noire et plus triste que la mort". Meyhnach annonce la dissolution du groupe le 8 décembre 2009.
En 2012, Meyhna'ch chante sur des albums de Sektemtum (Aut Caesar, Aut Nihil, Osmose Productions) et de Hell Militia (Jacob's Ladder, Season Of Mist). Dans un texte publié la même année (en préface à un ouvrage critique sur le black metal), il déclare « il était temps pour moi de composer avec d’autres âmes pour ne pas tomber dans l’impasse artistique ».
En 2014, Meyhnach sort le premier album de Projekt K-OZ, dans un style «doom industriel hybride», sur le label australien Dark Adversary. Sous le nom de Deadlock, il chante sur l'album Contemptus Saeculi, du groupe montpelliérain Doctor Livingstone, sorti la même année,.
Le groupe Mütiilation fait un retour sur scène en 2015 en participant au Hellfest,,,, accompagné de musiciens de Doctor Livingstone. Leur prestation est décrite comme « froide et incisive ». À la fin de 2015, Osmose Productions annonce la réédition des albums Majestas Leprosus (2003), Rattenkönig (2005) et Sorrow Galaxies (2007).

### 2017: productions solo de Meyhnach
Fin 2017, Meyhna'ch a décrit Mütiilation comme étant « définitivement mort »,. La même année sort Non Omnis Moriar, son premier album solo sous le nom de Meyhnach, dans un style "plus avant-gardiste et expérimental". Il est suivi en 2022 par un deuxième album, Miseria de Profundis.
En 2018, Osmose publie The Lost Tapes, une compilation comprenant six titres anciens de Mütiilation (provenant des deux premiers albums), que Meyhnach avait ré-enregistrés en solo en 2009-2010.
En 2021 sort l'album Shotgun Prayers du groupe Suicide Circle, un projet formé de Meyhnach (voix et basse) et Rats (guitare). Le deuxième album de Suicide Circle, Bukkake Of Souls, sort en 2023.

### 2024:Black Metal Cult
Le 29 mars 2024, après 17 ans d'absence, sort Black Metal Cult, septième album du groupe Mütiilation. L'album est décrit comme une œuvre "sans compromis" exprimant "un sentiment tragique et désespéré".

## Membres

### Membres actuels
- Meyhna'ch – chant, guitare, basse, boite à rythmes (1991-1996, 2000-2009, 2014-2017, 2024)[2]

- Kham – batterie (2024)

### Anciens membres
- David – basse (1992-1994)[2]
- Dark Wizzard of Silence – batterie (1992-1994)[2]
- Krissagrazabeth – batterie (1994)[2]
- Mordred – basse (1995)[2]

### Musiciens de session
- Reverend Prick – basse (2015)[2]
- Azk.6 – batterie (2015)[2]
- REL – guitare (2015)[2]
- TND – basse (2001)[2]
- Astrelya – batterie (2001)[2]
- Fureiss – guitare (2001)[2]
- Noktu – guitare (2001)[2]

## Discographie

### Albums studio
- 1995 : Vampires of Black Imperial Blood (Drakkar Productions)
- 1999 : Remains of a Ruined, Dead, Cursed Soul (Drakkar Productions)
- 2001 : Black Millenium (Grimly Reborn) (Drakkar Productions)
- 2003 : Majestas Leprosus (Ordealis Records)
- 2005 : Rattenkönig (Ordealis Records)
- 2007 : Sorrow Galaxies (End All Life Productions)
- 2024 : Black Metal Cult (Osmose Productions)

### Démos
- 1992 : Rites Through the Twilight of Hell
- 1993 : Satanist Styrken
- 1993 : Ceremony of the Black Cult
- 1994 : Black Imperial Blood (Travel)
- 1995 : Promo '95

### EPs
- 1994 : Hail Satanas We Are the Black Legions
- 2000 : New False Prophet (End All Life Productions)| A.    | New False Prophet  | 6:45 |
| B.    | Glorious Evil Time | 4:29 |
| 11:14 |                    |      |
- 2001 : Destroy Your Life for Satan (Drakkar Productions)| 1.    | Transylvania                         | 5:24 |
| 2.    | Destroy Your Life for Satan (inédit) | 5:35 |
| 3.    | Black Millenium                      | 4:58 |
| 4.    | The Ugliness Inside (inédit)         | 6:02 |
| 5.    | Possessed (reprise de Venom, 1985)   | 4:26 |
| 26:25 |                                      |      |
- 2012 : Black as Lead & Death live in Marseille 2001 (Dark Adversary Productions)| A.    | The Eggs of Melancholy  | 5:14 |
| B.    | Black as Lead and Death | 5:39 |
| 10:53 |                         |      |

### Split et compilation
- 2002 : Mütiilation / Deathspell Omega (split)
- 2003 : 1992-2002 Ten Years of Depressive Destruction (compilation)
- 2005 : From The Entrails To The Dirt (Part II) (split)
- 2018 : The Lost Tapes (Osmose Productions)| 1.    | Transylvania (de Vampires Of Black Imperial Blood)                             | 6:13 |
| 2.    | To The Memory Of The Dark Countess (de Remains Of A Ruined, Dead, Cursed Soul) | 6:39 |
| 3.    | Black Imperial Blood (de Vampires...)                                          | 5:27 |
| 4.    | Born Under The Master's Spell (de Vampires...)                                 | 5:24 |
| 5.    | Through The Funeral Maelstrom Of Evil (de Remains...)                          | 8:14 |
| 6.    | My Travels To Sadness Hate And Depression (de Remains...)                      | 6:58 |
| 38:57 |                                                                                |      |